# Richard T. Fountain

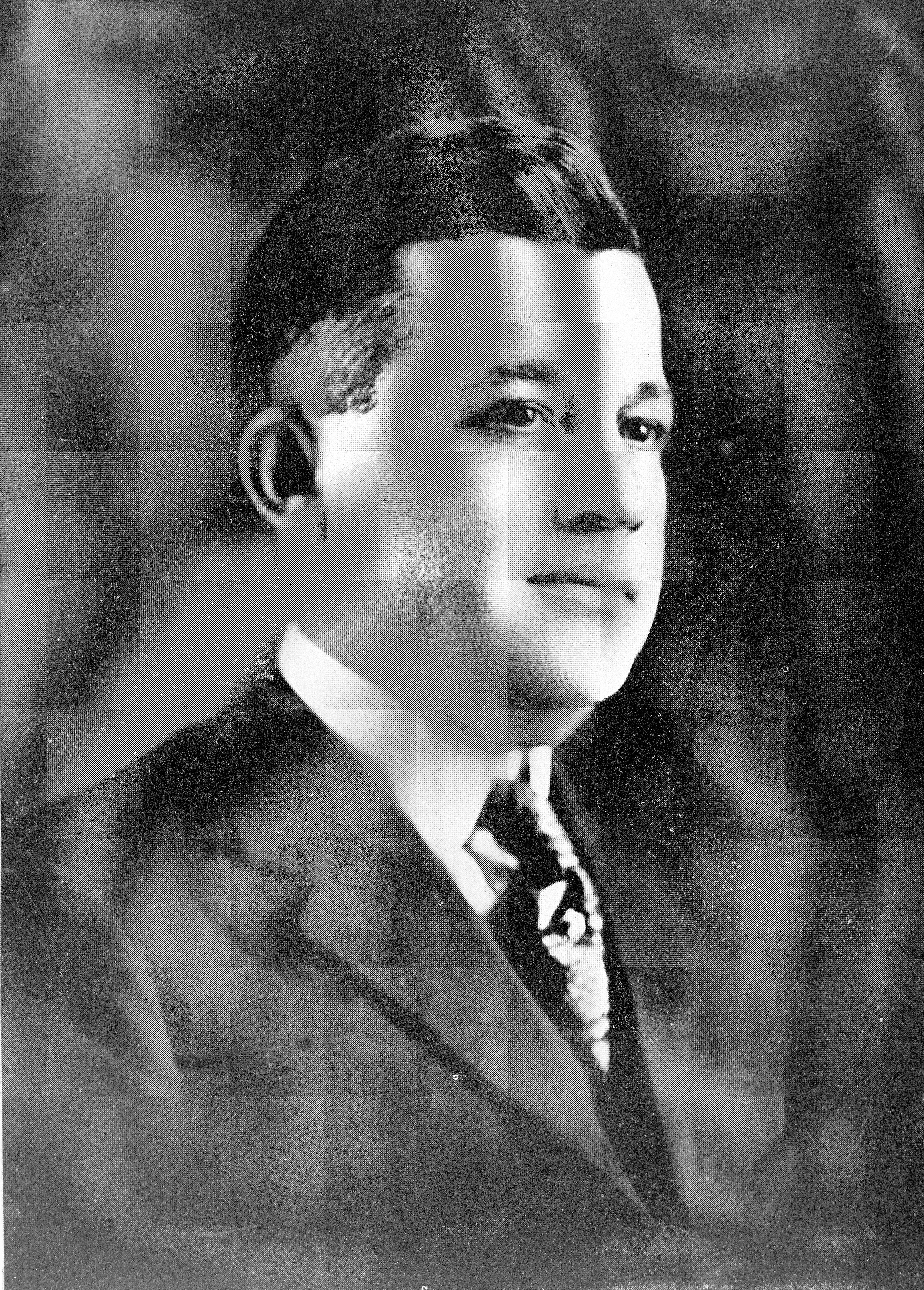
Richard T. Fountain

Richard Tillman Fountain (* 15. Februar 1885 im Edgecombe County, North Carolina; † 21. Februar 1945 in Rocky Mount, North Carolina) war ein US-amerikanischer Politiker. Zwischen 1929 und 1933 war er Vizegouverneur des Bundesstaates North Carolina.

## Werdegang
Richard Fountain besuchte die öffentlichen Schulen seiner Heimat. Nach einem anschließenden Jurastudium an der University of North Carolina in Chapel Hill und seiner 1907 erfolgten Zulassung als Rechtsanwalt begann er in Rocky Mount in diesem Beruf zu arbeiten. Zwischen 1911 und 1918 war er in dieser Stadt als Richter tätig. Im Jahr 1918 wurde er als Demokrat in das Repräsentantenhaus von North Carolina gewählt. Nach mehreren Wiederwahlen konnte er dort fünf Legislaturperioden absolvieren. Von 1927 bis 1929 war er Speaker dieser Kammer.
1928 wurde Fountain an der Seite von Oliver Max Gardner zum Vizegouverneur von North Carolina gewählt. Dieses Amt bekleidete er zwischen 1929 und 1933. Dabei war er Stellvertreter des Gouverneurs und Vorsitzender des Staatssenats. Im Jahr 1932 trat er erfolglos in den Gouverneursvorwahlen seiner Partei an. Zwischen 1934 und 1942 gab er die Zeitung Rocky Mount Herald heraus. 1936 und 1942 scheiterte er jeweils in den Vorwahlen für den US-Senat. Er starb am 21. Februar 1945 in Rocky Mount.